# Раджив Ганди
Раджив Ганди (на хинди: राजीव गाँधी) е индийски политически деец, министър-председател на Индия в периода 1984 – 1989 г.
Син е на индийската политичка Индира Ганди и внук на Джавахарлал Неру. Учи във Великобритания, стреми се да не се намесва в политиката. Привлечен е от майка си към политиката сравнително късно – след неочакваната смърт на по-малкия му брат Санджая Ганди.
През 1983 г. е избран за генерален секретар на политическата партия Индийски национален конгрес и става фактически приемник на майка си. След нейното убийство през 1984 г. е избран за председател на партията, оглавява правителството и едновременно е министър на външните работи до 1988 г. След падането от власт на „ИНК“ през 1989 г. става лидер на опозицията. Даниела Кънева е единственият журналист, успял да направи както първото, така и последното интервю с Раджив Ганди, който е убит е по време на предизборна кампания от тамилска терористка-камикадзе, недалеч от Мадрас на 21 май 1991 г.
През 1998 г. са осъдени 28 заговорници, участвали в организацията и убийството на Раджив Ганди. След неговата смърт „ИНК“ (И) пак остава в ръцете на политическата династия „Ганди-Неру“, като след няколко години начело на партията застава вдовицата му Соня Ганди.